# Emil Fischer

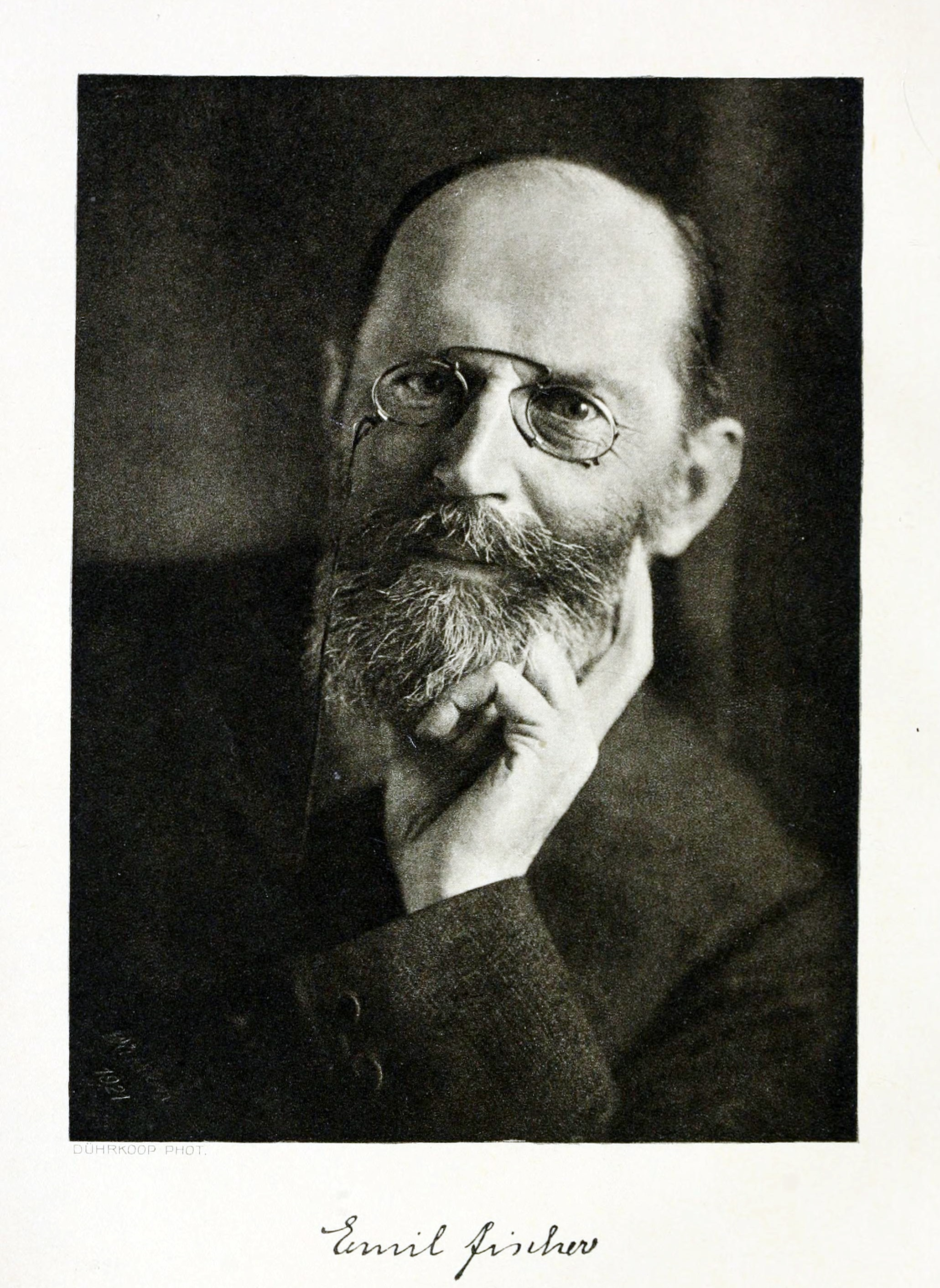
Emil Fischer (1902)

Hermann Emil Fischer (* 9. Oktober 1852 in Euskirchen; † 15. Juli 1919 in Wannsee) war ein deutscher Chemiker. Als Professor für Chemie wirkte er ab 1879 in München, ab 1881 in Erlangen, ab 1885 in Würzburg und ab 1892 an der Universität Berlin. Für seine Arbeiten über die Chemie der Zucker und der Purine zeichnete ihn das Nobelkomitee 1902 mit dem Nobelpreis für Chemie aus. Er war maßgeblich an der Gründung der Kaiser-Wilhelm-Gesellschaft (1911) und der ersten Kaiser-Wilhelm-Institute beteiligt.
Emil Fischer erzielte bedeutende Fortschritte in der Organischen Chemie. Indem er die Struktur verschiedener Naturstoffe aufklärte, wurde er zu einem Pionier der Biochemie. Sein wissenschaftliches Werk umfasst unter anderem die Synthese des Phenylhydrazins, welches er zur Synthese von Indol sowie zur Aufklärung der Stereochemie von Zuckermolekülen nutzte. Außerdem synthetisierte er verschiedene Stereoisomere von Zuckern. Die von ihm eingeführte Fischer-Projektion ist eine Methode zur eindeutigen Abbildung der räumlichen Struktur chiraler Zuckerverbindungen.
Fischer erforschte ferner die chemische Struktur von Harnsäure, Xanthinen und Koffein und wies nach, dass diese sich von einer stickstoffhaltigen Base mit einer bicyclischen Struktur ableiten, die er „Purin“ nannte. Als weitere Stoffklasse untersuchte er die Aminosäuren und Proteine und synthetisierte kleinere Peptide. Seine Arbeiten über Enzyme und die Verstoffwechslung von Zuckerstereoisomeren durch Hefen führten zur Formulierung des Schlüssel-Schloss-Prinzips zwischen Enzym und Substrat durch Fischer. Schließlich erforschte er die Stoffklasse der Lipide und Depside. Fischer synthetisierte 1902 das erste Barbiturat, die Diethyl-Barbitursäure (Handelsname Veronal).

## Leben

### Herkunft, Schulzeit, Lehre
Emil Fischers Eltern waren Laurenz Fischer (1807–1902), ein erfolgreicher Unternehmer im Holzgeschäft, und dessen Ehefrau Julie Poensgen (1819–1882), eine Tante des Düsseldorfer Industriellen Carl Poensgen. Emil Fischer hatte fünf ältere Schwestern und war der einzige Sohn.
Mit 9 Jahren kam Fischer auf eine damals vierklassige „Höhere Bürgerschule“ in Euskirchen, aus der das heutige Emil-Fischer-Gymnasium hervorging. Danach besuchte er das Gymnasium in Wetzlar und schließlich das Gymnasium in Bonn, wo er 1869 als Jüngster seiner Klasse und als Primus das Abitur ablegte.

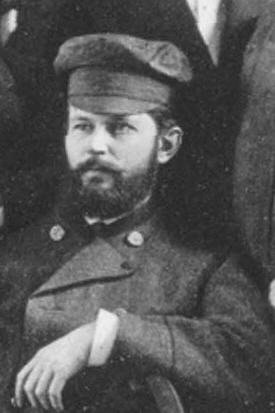
Emil Fischer an der LMU München (1877)

Fischers Vater strebte eine kaufmännische Laufbahn für seinen einzigen Sohn an. Fischer begann deshalb nach dem Abitur eine Kaufmannslehre in Rheydt, die er jedoch nach zwei Jahren abbrach. Als Grund nannte er selbst „völlige Begabungslosigkeit“. Einige Biographen geben gesundheitliche Gründe an, aber es scheint damit auch ein Vater-Sohn-Konflikt verbunden gewesen zu sein. Der Vater soll danach gesagt haben: „Der Junge ist zum Kaufmann zu dumm, er soll studieren.“

### Studium
Zunächst wollte Fischer Mathematik und Physik studieren, was jedoch von seinem Vater abgelehnt wurde, der die Fächer als zu abstrakt und brotlose Kunst ansah. Ab Ostern 1871 begann er Chemie an der Universität Bonn zu studieren, unter anderem bei August Kekulé. Ab dem Herbstsemester 1872 studierte er in Straßburg. Während des Studiums war einer seiner Dozenten, der Chemiker Friedrich Rose, so von seinen analytischen Fähigkeiten beeindruckt, dass er den jungen Studenten mit der Analyse des Wassers einer Mineralquelle im Oberelsass beauftragte.
Von 1874 bis 1878 war Fischer Assistent von Adolf von Baeyer in Straßburg und München. Ein erstes Promotionsthema musste Fischer abbrechen, weil ihm beim Experimentieren eine wichtige Apparatur zu Bruch gegangen war. 1874 wurde er bei Baeyer mit einer Arbeit über die Acylierung von Phenolphthaleinfarbstoffen promoviert (Ueber Fluorescëin und Phtalëin-Orcin).

### Laufbahn

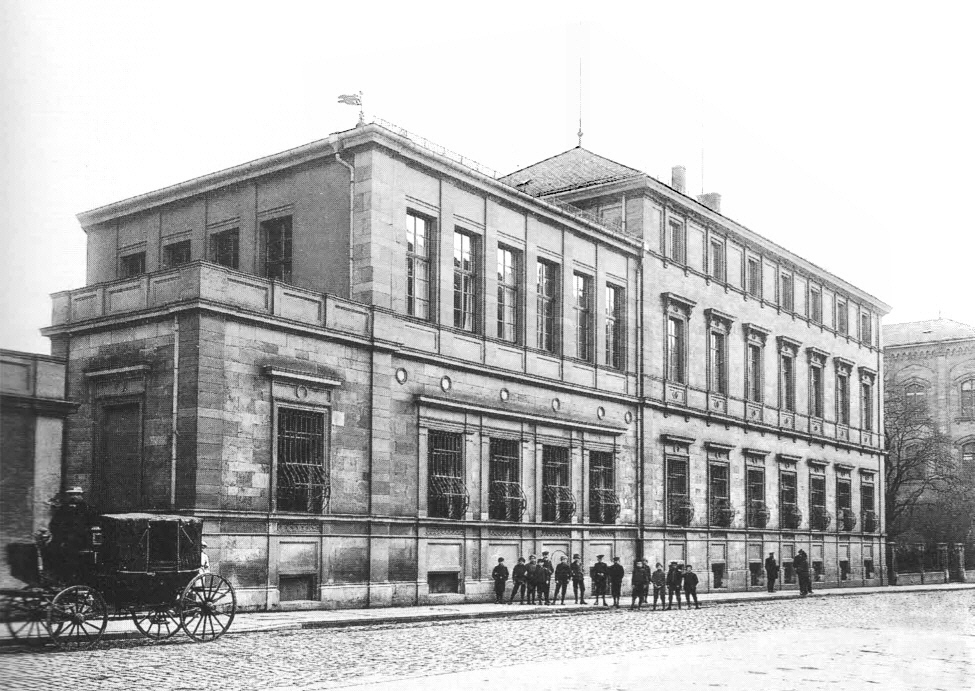
Fischers Chemisches Institut in der Würzburger Maxstraße um 1905 (ab 1913 Fränkisches Luitpoldmuseum, Zerstörung am 16. März 1945)

Mit einer Arbeit über Hydrazine wurde er 1878 in München habilitiert. Bereits 1879 wurde er dort als Professor für analytische Chemie berufen. Nach einer Zwischenstation in Erlangen (1882–1885) übernahm er 1885 die Institutsleitung in Würzburg (sein Vetter Otto Fischer übernahm den Lehrstuhl in Erlangen). Das Chemische Institut in der Maxstraße 4 in Würzburg war Fischer zu klein. Obwohl die Kapazität zum Wintersemester 1890/91 durch eine Gebäudeerweiterung verdoppelt wurde, forderte er einen größeren Neubau, der 1892 bewilligt wurde. Da Fischer in diesem Jahr nach Berlin wechselte, konnte er das von ihm geplante Gebäude am Pleicherring 11 (heute Röntgenring) mit angegliederter Dienstvilla nicht mehr nutzen. Es wurde erst 1896 von seinem Nachfolger Arthur Hantzsch bezogen.
1892 folgte Fischer dem Ruf der Berliner Friedrich-Wilhelms-Universität und übernahm eine hochdotierte Professur als Nachfolger für den unerwartet verstorbenen August Wilhelm von Hofmann. Er verband die Annahme der Professur mit der Forderung, einen großen Neubau für das Chemische Institut zu errichten. Das Gebäude in der Hessischen Straße entstand in den Jahren 1897 bis 1900 unter den Architekten Georg Thür und Max Guth; Fischer war als Berater an der Planung beteiligt. Bei der feierlichen Einweihung am 14. Juli 1900 sagte er, das neue Chemische Institut werde „an Mannigfaltigkeit und Reichhaltigkeit der Arbeitsmittel von keinem ähnlichen Institut in der Welt übertroffen“.
Gegen Ende des Kaiserreichs nahm der Antisemitismus auch unter Wissenschaftlern zu. Als einer von wenigen schloss Fischer sich dem nicht an. Er antwortete auf die Frage, warum er bei der Vielzahl jüdischer Konkurrenten nicht antisemitisch sei: „Wir Rheinländer sind nicht so dumm, dass wir Antisemiten werden müssten und, wenn ich einen Hang dazu hätte, brauchte ich bloß an meinen Lehrer Adolf von Baeyer zu denken.“

### Erster Weltkrieg

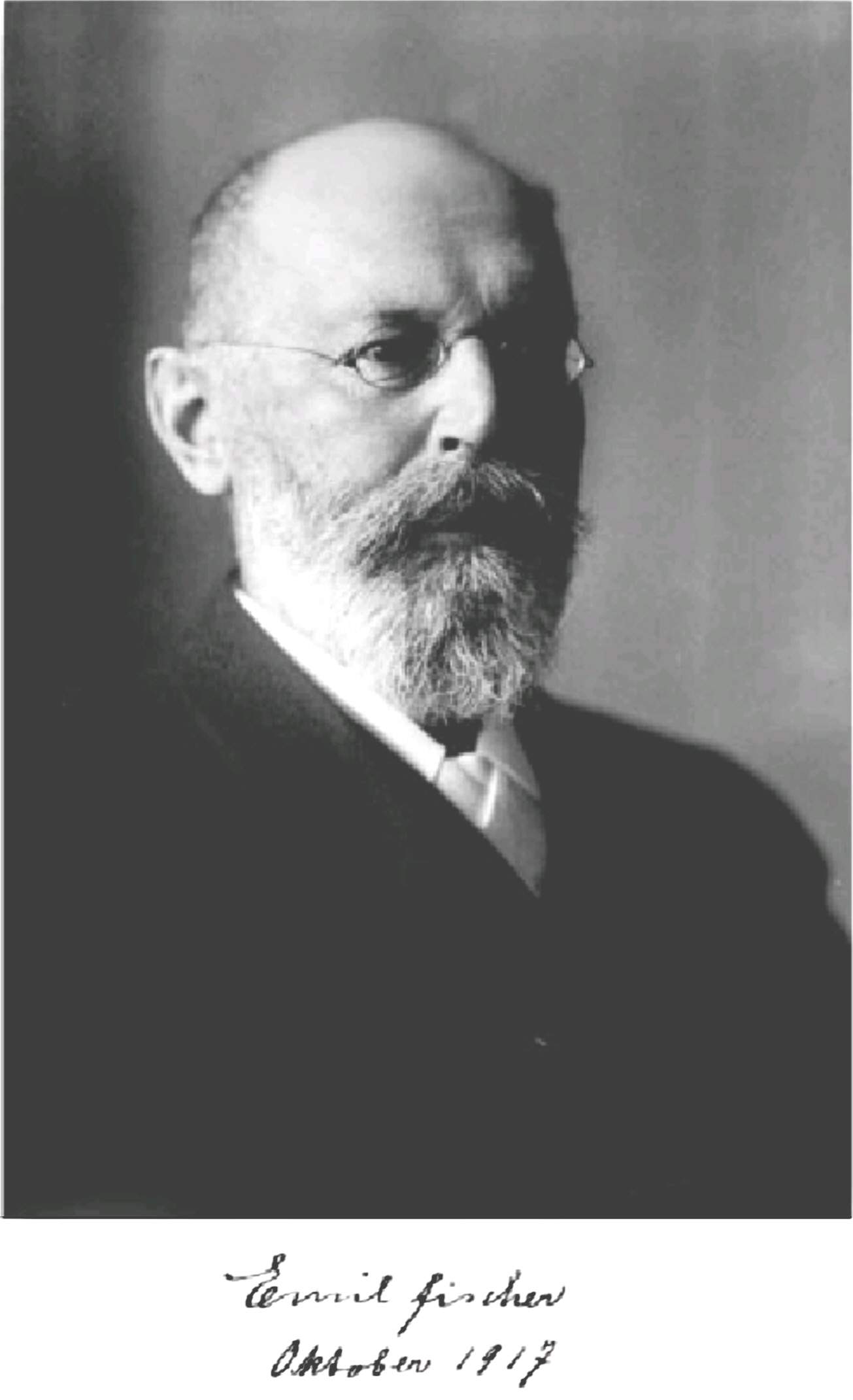
Emil Fischer (1917)

Nach Ausbruch des Ersten Weltkriegs war Emil Fischer einer der ersten Unterzeichner des polemischen Manifests der 93 vom 4. Oktober 1914, das den Einmarsch deutscher Truppen in Belgien rechtfertigte.
Während des Kriegs gehörte Fischer zu den deutschen Spitzenforschern, die ihre Tätigkeit weitgehend an den Anforderungen des Krieges ausrichteten. Dazu gehörte die Sicherstellung ausreichender Mengen an Sprengstoff und damit von dessen Vorprodukt Salpeter. Zu Beginn des Krieges wies Fischer zusammen mit Walther Rathenau auf die wehrwirtschaftliche Notwendigkeit der Salpeterproduktion hin, womit er sich einen Verweis wegen Einmischung in interne militärische Angelegenheiten einhandelte. In enger Abstimmung mit Carl Duisberg, dem Vorstandsvorsitzenden von Bayer, trieb er gleich nach Kriegsausbruch ein Abkommen mit Unternehmen wie Bayer, BASF und Hoechst voran, das dann Mitte Januar 1915 unterzeichnet wurde. Die Berliner Illustrirte Zeitung lobte: „Emil Fischer steht als weitblickender Berater der Kriegs-Rohstoffabteilung zur Seite.“
Zur Stabilisierung des Sprengstoffes entwickelte er Anilin-Harnstoff-Derivate. In den Kokereien, die heimische Kohle verarbeiteten, förderte er das Aufstellen von Gaswäschern, die Toluol und Benzol extrahierten, und verringerte so die Abhängigkeit von importiertem Erdöl für die Herstellung des Sprengstoffs TNT und von Treibstoff für den militärischen Fuhrpark. Bisher importierter Natur-Kautschuk wurde dank seiner Forschungen zunehmend durch synthetischen Methylkautschuk ersetzt.
An der Entwicklung chemischer Kampfstoffe war Fischer nur anfänglich und am Rande beteiligt. Ende 1914 begann die Suche nach tödlichen Giften für den Gaskrieg. Im Dezember 1914 stellte Fischer „wasserfreie Blausäure“ für Walther Nernst her, der Fischer darum gebeten hatte. Als Nernst die von Fischer hergestellte Blausäure in Versuchen mit Kaninchen ausprobierte, erwies sie sich als weitgehend wirkungslos. Am 18. Dezember wollte Kriegsminister Erich von Falkenhayn in einem Gespräch mit Fischer wissen, ob es etwas gibt, „was die Menschen dauernd kampfunfähig macht“, so Fischer in einem Brief an Duisberg. Fischer erklärte dem Minister, es sei schwierig, Stoffe zu finden, die bei den starken Verdünnungen im Gefechtsfeld noch tödlich wirkten. Zu dieser Zeit korrespondierte Fischer mit Duisberg über chemische Kampfstoffe.
Nach Fritz Habers Versuchen mit Chlorgas wurde dieses tödliche Gift erstmals im April 1915 im Krieg eingesetzt (Zweite Flandernschlacht). Fischer sah darin nichts Verwerfliches. Vielmehr riet er seinem Sohn Hermann am 13. Juli 1915:

„Sollte es Dir aber einmal schlecht gehen, so würde die Möglichkeit bestehen, Dich in eines der beiden Regimenter zu bringen, welche die Haber’sche Stinkmethode praktisch ausüben. Herr Haber war neulich bei mir und ist bereit, Dich zu nehmen; er kann das auf dem Wege des Kommandos rasch erreichen. Bei seinem jetzigen Regiment im Osten sind eine ganze Reihe Chemiker und Physiker, z. B. Professor Weisenheimer, Professor Hahn, Dr. Westphal, Professor von Baeyer usw., also eine sehr nette Gesellschaft.“

Fischer war während des Ersten Weltkriegs in unzähligen Gremien und Einrichtungen von Staat, Wissenschaft und Industrie tätig. Dazu gehörten einige, deren Aufgabe und Zusammensetzung nach Möglichkeit geheim gehalten wurde, wie die 1916 gegründete Kaiser-Wilhelm-Stiftung für kriegstechnische Wissenschaft (KWKW). Fischer war Vorsitzender des Fachausschusses I, der sich mit Rohstoffen für Munition, mit Verkehrs- und Ernährungsfragen befasste. Zu den Vorständen der übrigen fünf Fachausschüsse der KWKW gehörten Haber (Fachausschuss II – Chemische Kampfstoffe) und Nernst (Fachausschuss III – Physik). Fischer war außerdem Mitglied im „Nährstoff-Ausschuss“ und im „Kriegsausschuss für Ersatzfutter“.
Vor dem Kriegsende ließ Fischer in verschiedenen Schreiben erkennen, dass er unter der abzusehenden Niederlage Deutschlands und dem befürchteten Niedergang der deutschen Wissenschaft seelisch litt. Nach dem Krieg machte er als einer von wenigen Spitzenwissenschaftlern deutlich, dass er die Unterstützung des Aufrufs von 1914 bereute. Der Krieg sei „ein schlechtes Geschäft, das liquidiert werden“ müsse.

### Krankheiten und Tod
Fischer hatte nach eigener Angabe vor seinem 18. Lebensjahr eine als „Gastritis“ bezeichnete Erkrankung, die sich zeitlebens wiederholte und der Grund für mehrere lange Arbeitsausfälle war. Sein langjähriger ungeschützter Umgang mit Phenylhydrazin führte nach seiner Auffassung zu einer „chronischen Vergiftung, die im Herbst 1891 auftrat und in sehr lästigen Störungen der Darmtätigkeit, namentlich in nächtlichen Koliken und Durchfällen sich äußerte.“
Im Ersten Weltkrieg beeinträchtigten die schlechte Versorgung mit Lebensmitteln und die anstrengende Arbeit seine Gesundheit. In Jahren 1916 und 1917 musste er den Tod zweier Söhne verkraften. Im Frühjahr 1918 erkrankte er an einer „Gallenblasenentzündung“ und einer „Lungenentzündung“.
Zehn Tage vor Fischers Tod erlebte Duisberg ihn während einer Sitzung noch einmal in fröhlicher Stimmung. Mitte Juli 1919 eröffnete ihm der Chirurg August Bier nach einer Untersuchung, er habe „Darmkrebs“. Angesichts der damaligen diagnostischen Möglichkeiten muss die wahre Art und Ursache dieser (damals unheilbaren) Erkrankung offenbleiben. Jedenfalls ordnete Fischer in den folgenden drei Tagen seine Papiere, übermachte seinem Sohn Hermann einen größeren Betrag und übereignete das übrige Vermögen der Akademie der Wissenschaften zur Förderung des wissenschaftlichen Nachwuchses. Dann beging er im Beisein seines Sohnes und der Haushälterin Suizid.

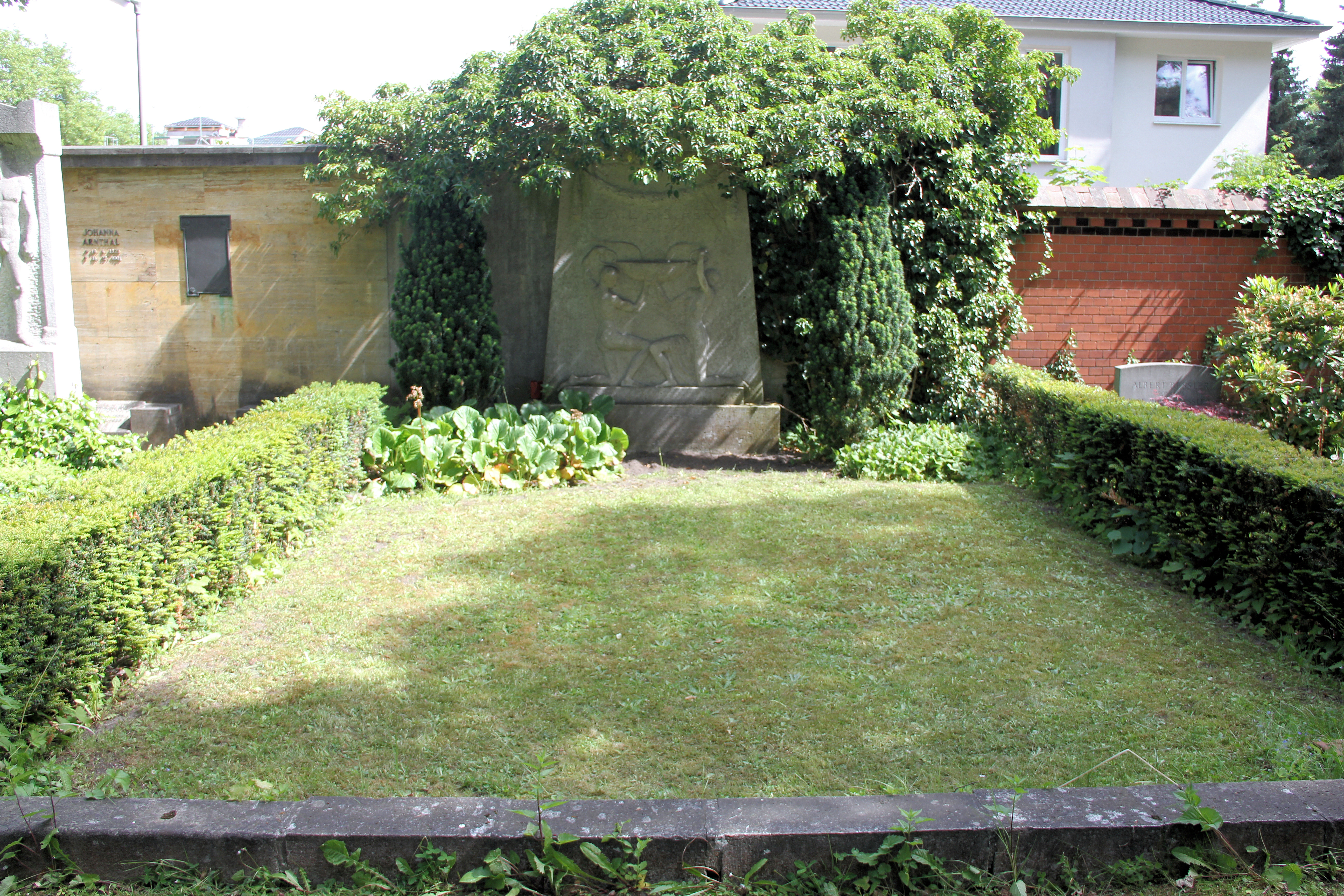
Ehrengrab von Emil Fischer auf dem Neuen Friedhof Wannsee

Emil Fischer wurde auf dem Neuen Friedhof Wannsee beigesetzt. Die Stadt Berlin ließ für ihn eine repräsentative Grabanlage an der Nordmauer des Friedhofs anlegen. Die fünf Meter lange Grabwand aus Muschelkalk schmückt ein von  Fritz Klimsch gestaltetes Relief, das ein kniendes Paar zeigt, welches eine große Henkelschale trägt. Auf Beschluss des Berliner Senats ist die letzte Ruhestätte von Emil Fischer (Grablage Li AT 39) seit 1956 als Ehrengrab des Landes Berlin gewidmet. Die Widmung wurde im Jahr 2016 um die inzwischen übliche Frist von zwanzig Jahren verlängert.
Fischers Nachlass befindet sich an der Universität Berkeley. Mikrofilm-Kopien sind im Archiv der Max-Planck-Gesellschaft verfügbar.

### Ehe und Kinder
Im Februar 1888 heiratete Fischer in Erlangen Agnes Gerlach (* etwa 1861; † 12. November 1895), Tochter des dortigen Anatomie-Professors Joseph von Gerlach. Das Paar bekam drei Kinder: den späteren Chemiker Hermann Fischer (* 16. Dezember 1888; † 9. März 1960), Walter (* 5. Juli 1891; † 4. November 1916) und Alfred (* 3. Oktober 1894; † 29. März 1917).
Fischer Ehefrau starb schon 1895, ein halbes Jahr nach Geburt des dritten Kindes, an einer Meningitis infolge einer Sinusitis. Fischer musste auch den frühen Tod zweier Söhne erleben. Bei Walter, nach Darstellung des Vaters in der Jugend durch Krankheiten geschwächt und 1910 wegen „Herzbeschwerden“ aus dem Wehrdienst vorzeitig entlassen, zeigte sich spätestens 1913 eine manisch-depressive Erkrankung. Schließlich nahm er sich in einer geschlossenen Anstalt 1916 das Leben. Alfred starb 1917 an einer Fleckfieber-Infektion, die er sich während seiner Ausbildung zum Arzt in einem Lazarett zugezogen hatte.

## Werk

### Phenylhydrazin

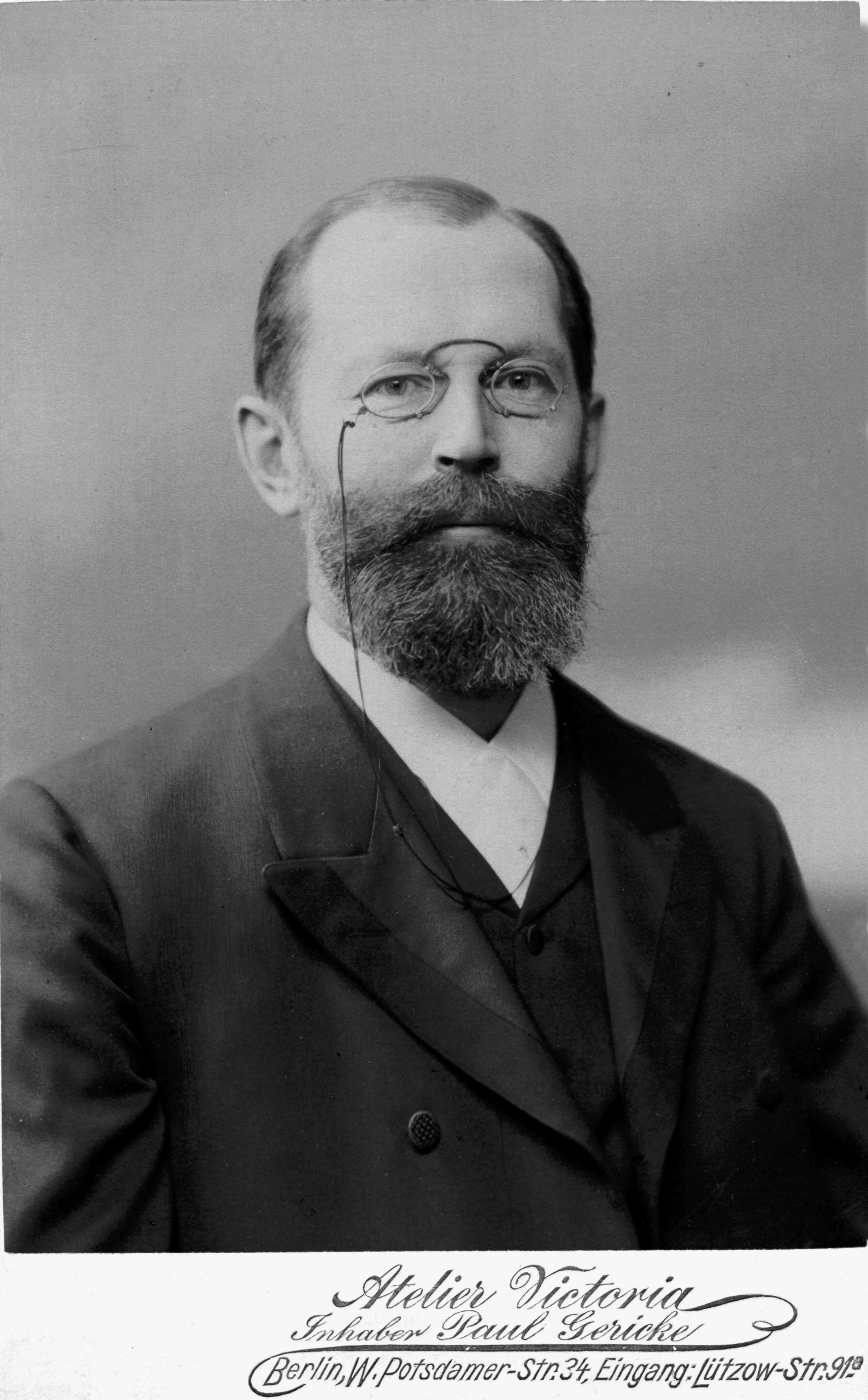
Emil Fischer (ca. 1895)

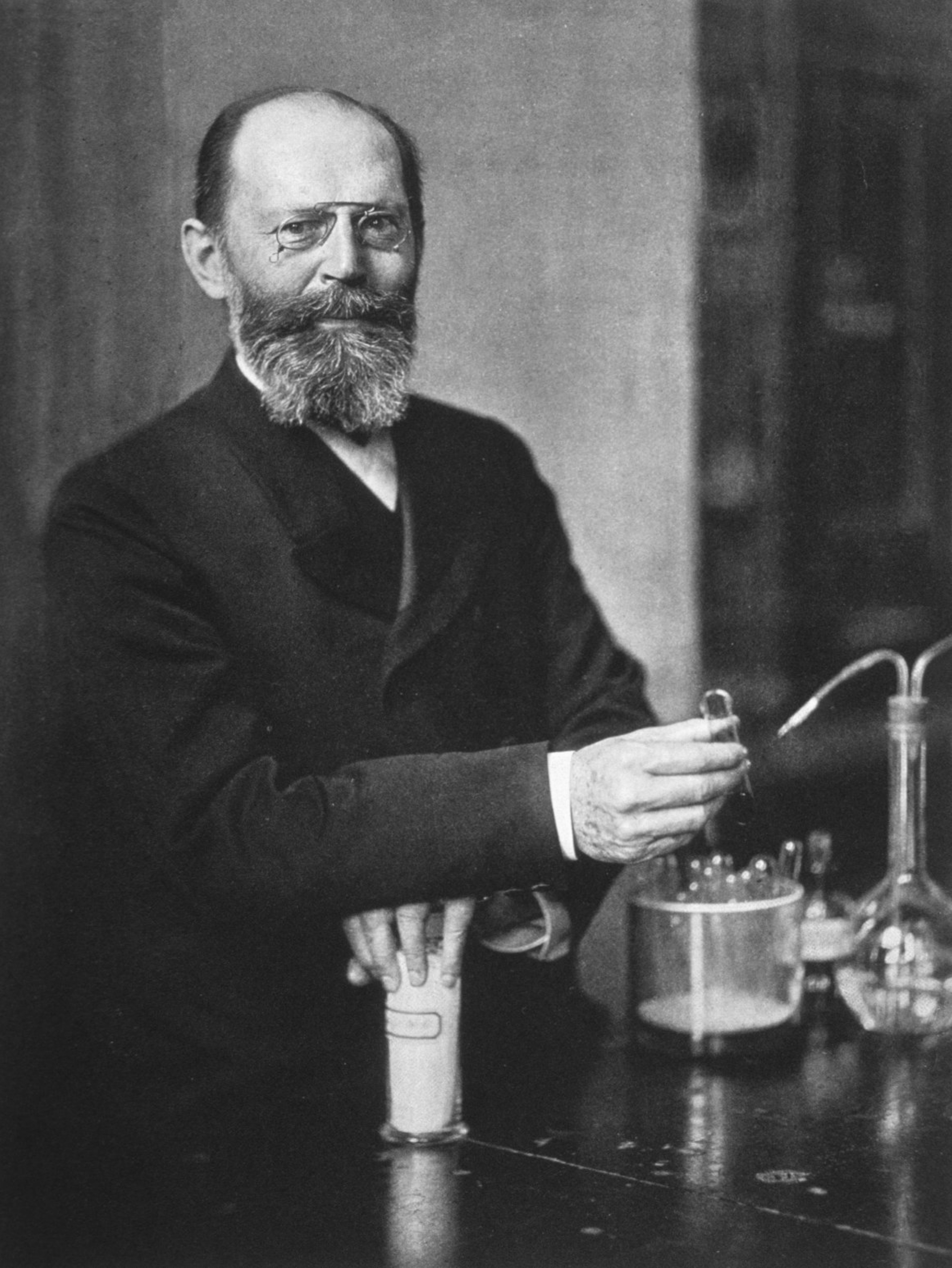
Emil Fischer (1904)

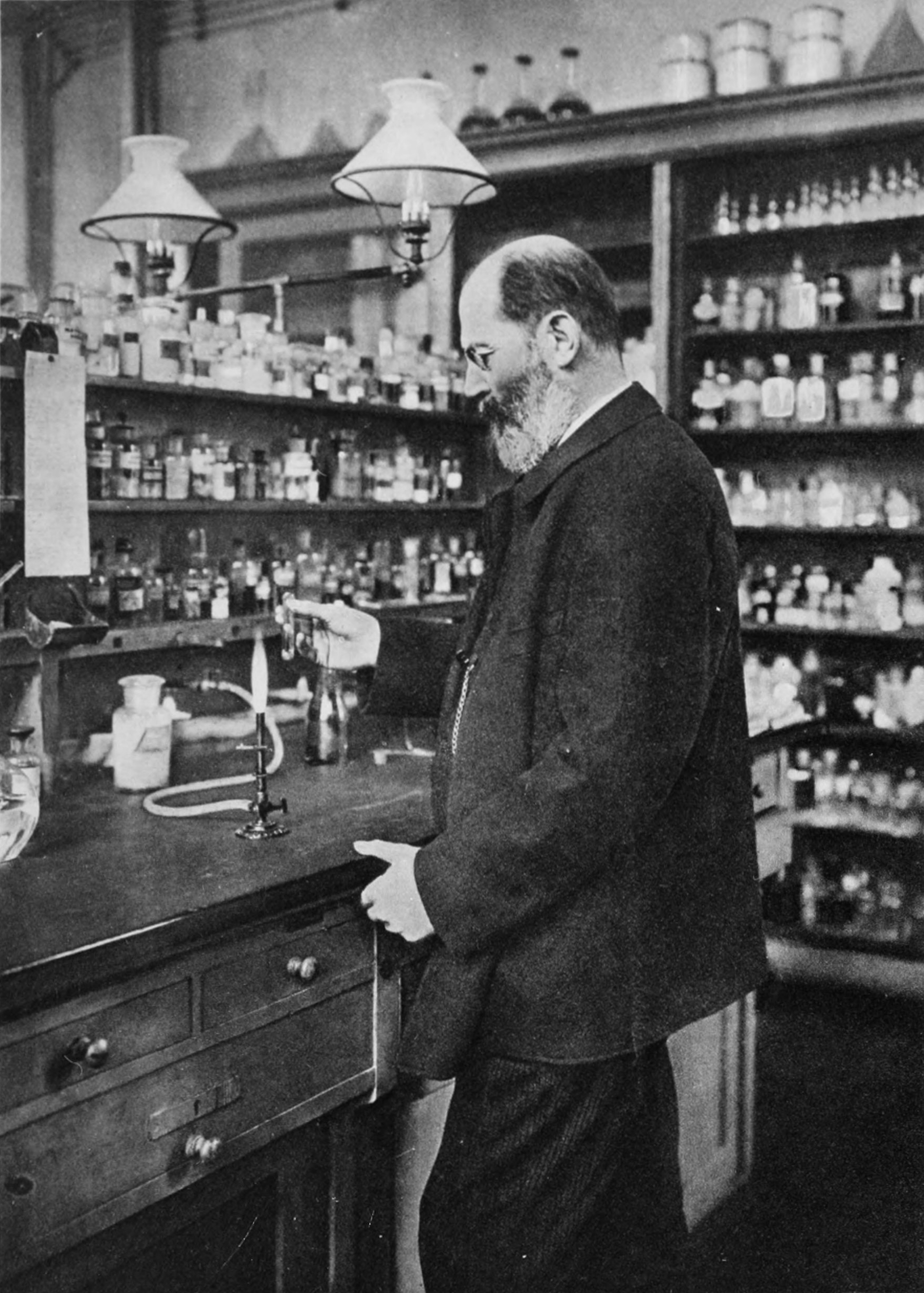
Emil Fischer (ca. 1912)

Die Auffindung des Phenylhydrazins verdankte Fischer einem Zufall als Praktikumsassistent in Straßburg. Bei der von einem Praktikanten durchgeführten Diazotierung wurden braune Zwischenprodukte erhalten. Fischer untersuchte die Reaktion mit Natriumsulfit und erhielt das gelbe Phenylhydrazin. Seine erste Abhandlung zum Phenylhydrazin schrieb er 1875. Später schrieb er ausführliche Abhandlungen über diese Verbindung. Mit Phenylhydrazin konnte Fischer auch Aldehyde und Ketone unterscheiden und als Phenylhydrazone charakterisieren.
In der chemischen Industrie wurde das von Fischer entdeckte Phenylhydrazin zur Herstellung von Medikamenten und Farbstoffen genutzt. Fischers Schüler Ludwig Knorr entwickelte das Phenazon, ein Kondensationsprodukt aus Phenylhydrazin und Essigester, das ein erstes wichtiges Medikament der Chemieindustrie wurde. Auch die Herstellung des Farbstoffes Tartrazin wurde mit Phenylhydrazin möglich.

### Zuckerchemie
Mit Phenylhydrazin konnte er die freie Carbonylgruppe von Zuckern derivatisieren, später im Jahr 1891 klärte er die Konfiguration von D-Glucose, D-Mannose und D-Arabinose auf.
Die Schlussfolgerung zur Strukturaufklärung der Zucker ist als Fischerscher Beweis bekannt.
Die Bestimmung der Zuckermoleküle wurde durch mehrere Entdeckungen begünstigt:
1. Phenylhydrazin als Nachweisreagenz für Aldehyde und Ketone (E. Fischer 1875)
2. Kettenverlängerung um eine Kohlenstoffeinheit mittels Cyanhydrin (Kiliani 1885, E. Fischer und O. Piloty)[23]
3. Reduktion der Lacton-Bindung mit Na-Amalgam (Emil Fischer 1889)[24]
4. Die Synthese von Fruchtzucker und Traubenzucker (Fischer 1890)[25]
5. Abtrennung von Zuckern durch Enzyme und Alkaloide[26] und Bestimmung der absoluten Konfiguration am asymmetrischen Kohlenstoffatom[27]
6. Entwicklung einer Abbaumethode von Zuckern um ein Kohlenstoffatom nach A. Wohl[28]

Bei Untersuchungen der räumlichen Gestalt von Zuckermolekülen fand Fischer, dass Zucker in Gegenwart von Aceton auskristallisieren (Acetalbildung). Die kristallinen Acetonverbindungen des Zuckers führten zu einem besseren räumlichen Verständnis der Zuckermoleküle. Von großer Bedeutung für die Stereochemie war die Theorie des asymmetrischen Kohlenstoffatoms nach der Theorie von Jacobus Henricus van ’t Hoff und Joseph Achille Le Bel. Auch die Waldensche Umkehr (Paul Walden) am optisch aktiven Kohlenstoffatom konnte in der Zuckerchemie nachgewiesen werden.
Aufgrund der vielen Erkenntnisse konnte er eine Totalsynthese von optisch aktiven Zuckern der Mannitreihe vornehmen und die Nomenklatur bearbeiten.
Nur bei exakter Stereochemie der Zucker wurden diese von pflanzlichen und tierischen Körpern umgewandelt, so dass Fischer das Schlüssel-Schloss-Prinzip (1894) formulierte.
Durch seine Arbeiten über die Stereochemie der Zucker und das optische Drehvermögen von Zuckerlösungen konnte er van ’t Hoffs Theorie zur Chiralität einen angemessenen Raum in der organischen Chemie geben.
Nach Fischer wurden die Fischer-Nomenklatur und eine dreidimensionale Moleküldarstellungsmethode (Fischer-Projektion) benannt.

### Aminosäuren, Peptide
Ab 1900 untersuchte Emil Fischer auch die Peptidsynthese. Damals waren erst 14 Aminosäuren bekannt, bis 1907 waren es bereits 19. Die Aminosäure Prolin wurde von Fischer aus Casein gewonnen.
In Fischers Arbeitsgruppe wurden etwa 100 Peptide hergestellt. In späteren Jahren verbesserte sein Schüler E. Abderhalden die Peptidsynthese bedeutend.
Er schlug 1902 auf der Versammlung deutscher Naturforscher und Ärzte in Karlsbad unabhängig und gleichzeitig mit Franz Hofmeister als erster eine Struktur der Eiweiße aus Aminosäuren mit Peptidbindungen vor. Gleichzeitig führte er damals den Namen Peptid ein.
Fischer war der Erste, der Spinnenseide untersuchte (1907). Er fand heraus, dass sie aus Aminosäuren bestand, aber ganz anderen als bei der Seide aus Seidenraupen.

### Weitere Entdeckungen
Weitere bedeutende Beiträge seiner Arbeitsgruppe waren die nach ihm benannte Fischersche Indolsynthese (1883) und Fischer-Oxazolsynthese sowie die Synthese der Naturstoffe Koffein (1897) und Theobromin.
Später haben Fischer und B. Helferich Nukleoside und Nucleotide synthetisch dargestellt. Bei der Erforschung der Harnsäure entdeckte Fischer 1884 den Nukleinsäurebaustein Purin als Base.
Fischer synthetisierte 1902 zusammen mit seinem Neffen Alfred Dilthey die Diethyl-Barbitursäure Barbital (Veronal). Da die Substanz in höheren Dosierungen toxische Nebenwirkungen zeigte, war sie als Narkosemittel ungeeignet, wurde aber als starkes Beruhigungsmittel (Sedativum) vor Operationen (zur Prämedikation) eingesetzt. Das Veronal und sein Derivat Phenobarbital fanden bis in die 1980er als Schlafmittel Verwendung, Phenobarbital wird unter dem Handelsnamen Luminal weltweit weiterhin Anwendung in der Therapie der Epilepsie.
1894 entdeckte er am Brucin das Prinzip der asymmetrischen Induktion (ein chirales Zentrum bestimmt die Chiralität des benachbarten Kohlenstoffatoms).

### Lehrer

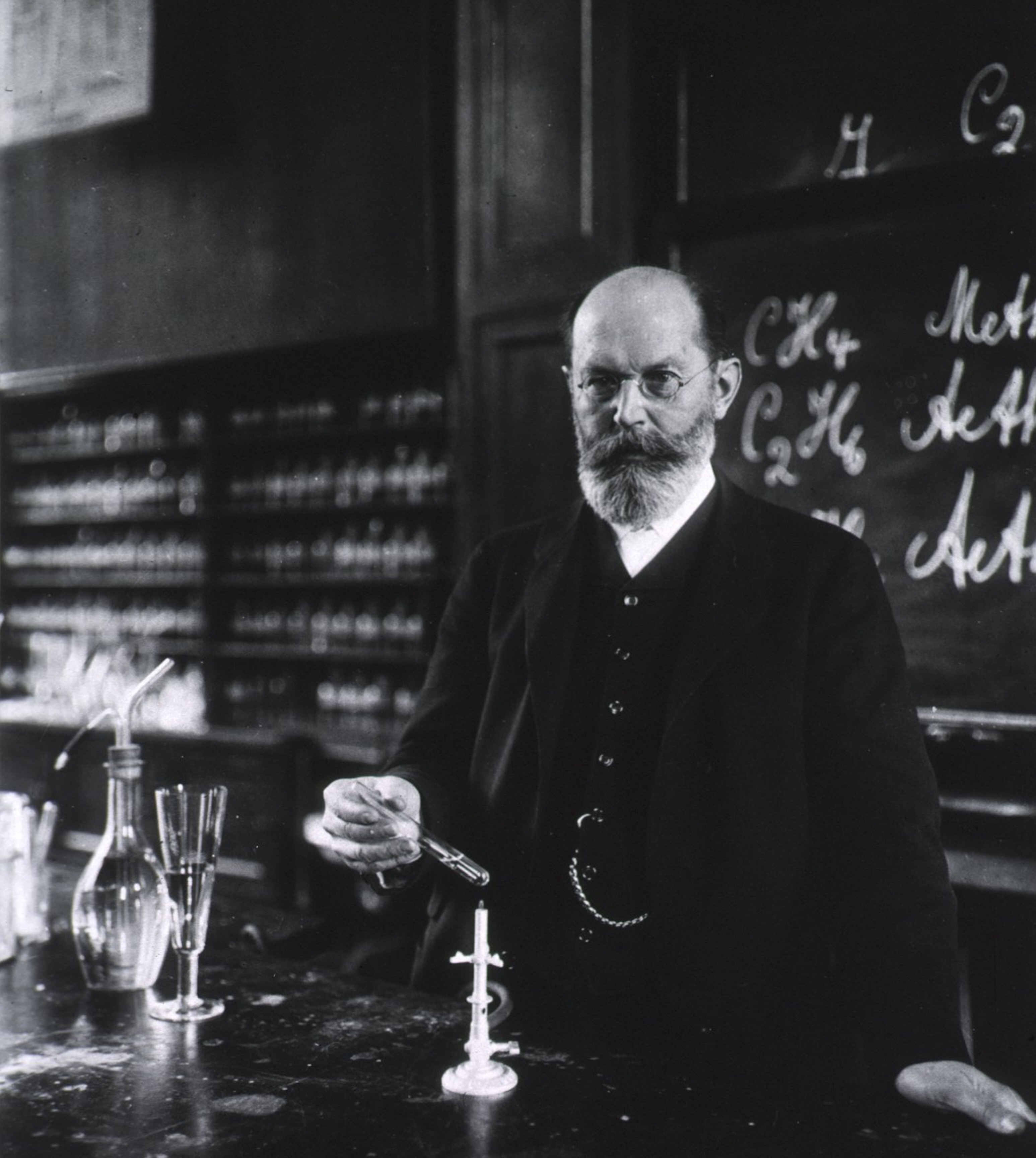
Emil Fischer im Hörsaal (ca. 1912)

Aus Fischers wissenschaftlichen Schule gingen zahlreiche bekannte Chemiker hervor, unter anderem Karl Freudenberg, Burckhardt Helferich, Phoebus Levene, Walter Abraham Jacobs, Hermann Leuchs, Ludwig Knorr, Max Bergmann sowie die späteren Nobelpreisträger Otto Diels, Otto Warburg und Karl Landsteiner. Für hochbegabte Jungchemiker wünschte er mehr wissenschaftliche Freiheit.
Fischer hielt es anfangs nicht für sinnvoll, dass Frauen studierten, weil sie sich später im Allgemeinen doch Haushalt und Familie zuwenden würden. Später aber änderte er seine Meinung und befürwortete als einer der ersten führenden Professoren die Aufnahme von Frauen ins Studium. Er ermöglichte beispielsweise Hertha von Siemens in seinem Privatlabor zu arbeiten, und Lise Meitner die (anfangs untersagte) Tätigkeit im Institutslabor.
Seine Einführende Organische Vorlesung wurde von seinem ehemaligen Studenten Hans Beyer in dessen Lehrbuch für Organische Chemie gewürdigt. Sie gehört noch heute zum Grundkanon der Organischen Chemie.

### Organisator
Über Jahrzehnte hinweg war Fischer prominentes Mitglied der Deutschen Chemischen Gesellschaft. Er wurde mehrfach zum Präsidenten gewählt.
Fischer versuchte 1905 mit Nernst und Wilhelm Ostwald, durch eine Denkschrift die Gründung einer Chemischen Reichsanstalt analog zur bestehenden Physikalisch-Technischen Reichsanstalt (PTR) anzustoßen, und gründete hierzu 1908 einen Verein.
Die Kooperation zwischen Wissenschaft und Industrie war ihm sehr wichtig. Zusammen mit Adolf von Harnack war er maßgeblich an der Gründung der Kaiser-Wilhelm-Gesellschaft im Jahr 1911 beteiligt, in deren Senat er bis zu seinem Tod Mitglied war. Auch bei der Gründung des Kaiser-Wilhelm-Instituts für Chemie sowie des Kaiser-Wilhelm-Instituts für Physik in Berlin-Dahlem spielte er eine maßgebliche Rolle.

### Autobiografie
1922 erschienen postum Fischers Memoiren unter dem Titel Aus meinem Leben. Herausgeber war sein ehemaliger Assistent Max Bergmann. Fischer hatte seine Erinnerungen 1918 bei zwei Kuraufenthalten in Locarno und Karlsbad niedergeschrieben. Er wollte später den Text noch ergänzen, dazu kam es aber nicht mehr.

## Ehrungen

### Auszeichnungen und Mitgliedschaften (Auswahl)

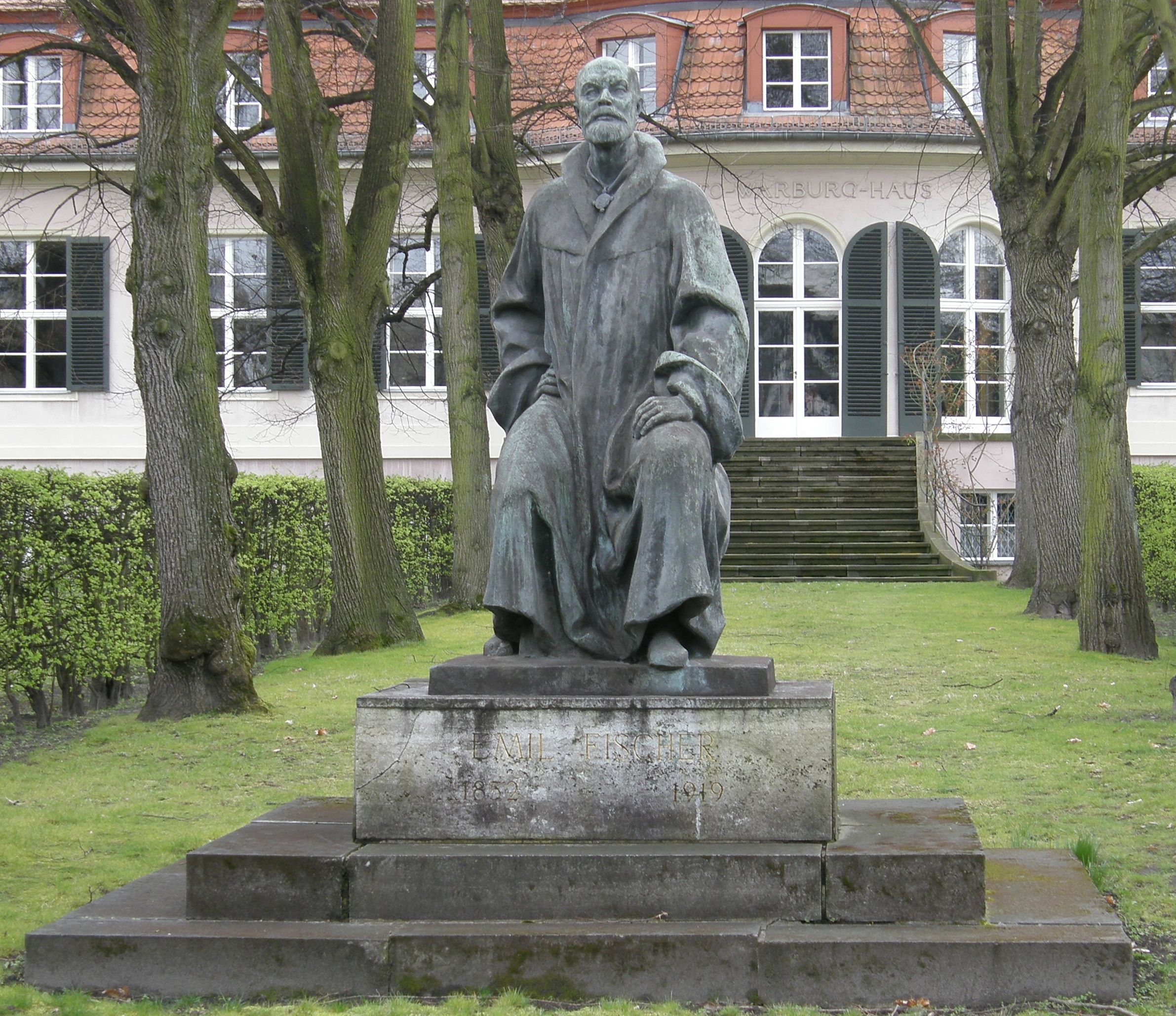
Emil-Fischer-Denkmal vor dem Archiv der Max-Planck-Gesellschaft, Boltzmannstraße 14 in Berlin-Dahlem

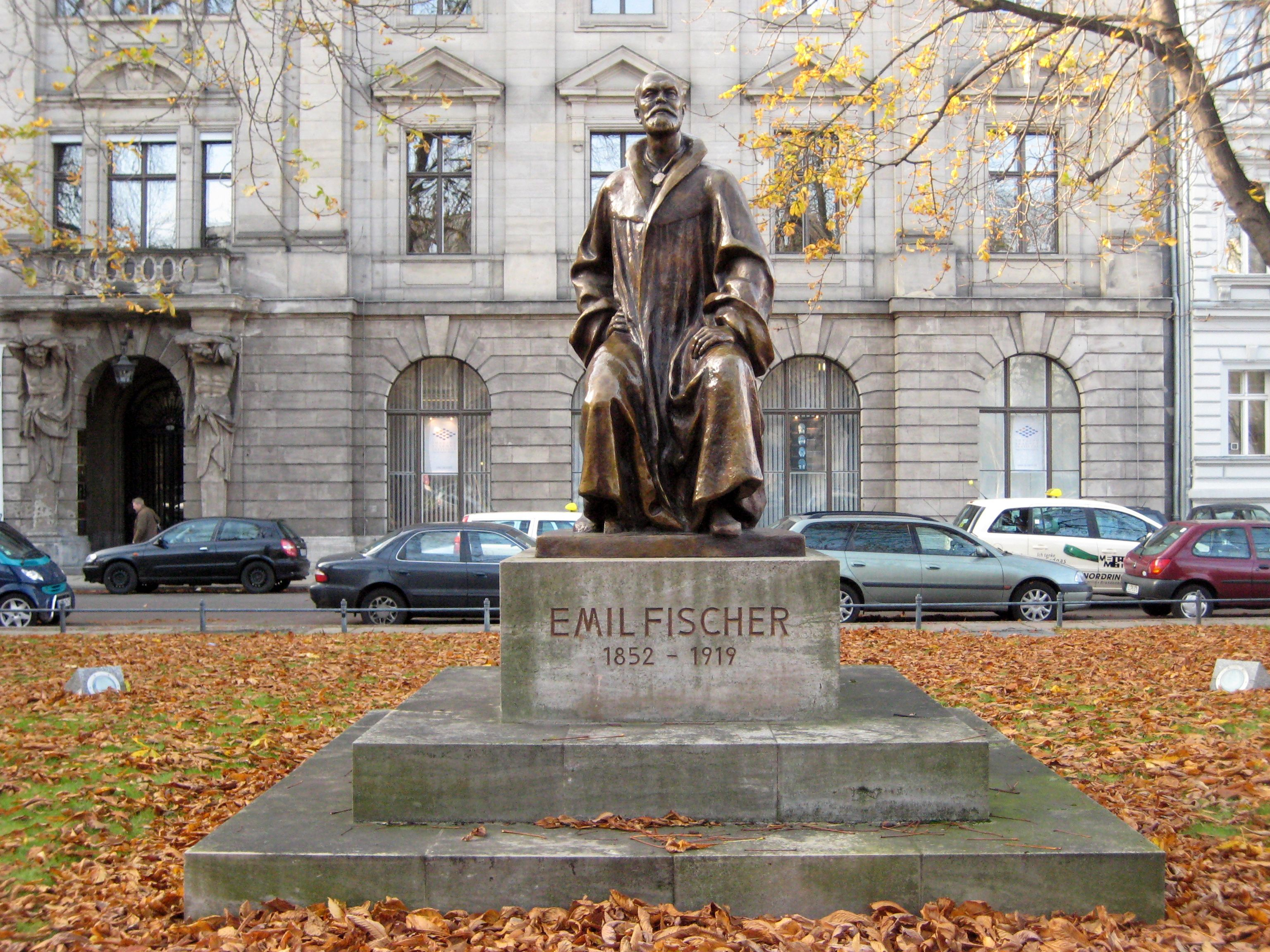
Emil-Fischer-Denkmal auf dem Robert-Koch-Platz in Berlin-Mitte

1898 erhielt Fischer die Cothenius-Medaille der Leopoldina.
1902 erhielt er den Nobelpreis für Chemie „als Anerkennung des außerordentlichen Verdienstes, das er sich durch seine Arbeiten auf dem Gebiet der Zucker- und Purin-Gruppen erworben hat“.
1904 wurde Fischer in die National Academy of Sciences gewählt, 1908 in die American Academy of Arts and Sciences und 1909 in die American Philosophical Society. Von 1900 bis 1915 war er korrespondierendes Mitglied der Académie des sciences in Paris. 1911 wurde er in die Académie royale des Sciences, des Lettres et des Beaux-Arts de Belgique aufgenommen; die Mitgliedschaft wurde am 8. Februar 1919 beendet.
Er war Ehrenmitglied der Versuchs- und Lehranstalt für Brauerei.

### Denkmale
1921 schuf Fritz Klimsch ein Denkmal aus Sandstein für Fischer. Es wurde in der Nähe des I. Chemischen Instituts der Friedrich-Wilhelms-Universität (heute Humboldt-Universität) in der Hessischen Straße aufgestellt, wo Fischer gearbeitet hatte. Diese Skulptur wurde im Zweiten Weltkrieg zerstört.
1952 schuf Richard Scheibe eine Nachbildung aus Bronze, die im Vorgarten des damaligen Max-Planck-Instituts für Zellphysiologie (1972 aufgelöst) an der Garystraße in Dahlem aufgestellt wurde; heute befindet sich das Archiv der Max-Planck-Gesellschaft in dem Gebäude. Von dieser Plastik wurde 1995 ein Zweitguss angefertigt, der auf dem Robert-Koch-Platz in Berlin-Mitte seinen Platz fand.

### Gedenktafeln
An Fischers Geburtshaus in Euskirchen, Kölner Straße 19, wurde eine Gedenkplatte angebracht. Als das Geburtshaus im Zweiten Weltkrieg zerstört wurde, blieb die Gedenktafel erhalten. Sie wurde an dem neu errichteten Gebäude an derselben Adresse wieder angebracht.
In Erlangen wurde an dem Haus, in dem er von 1882 bis 1885 gearbeitet hatte, eine Gedenktafel angebracht.
Am 12. Juli 2010 wurde in Berlin-Mitte, Hessische Straße 1, eine Berliner Gedenktafel enthüllt.

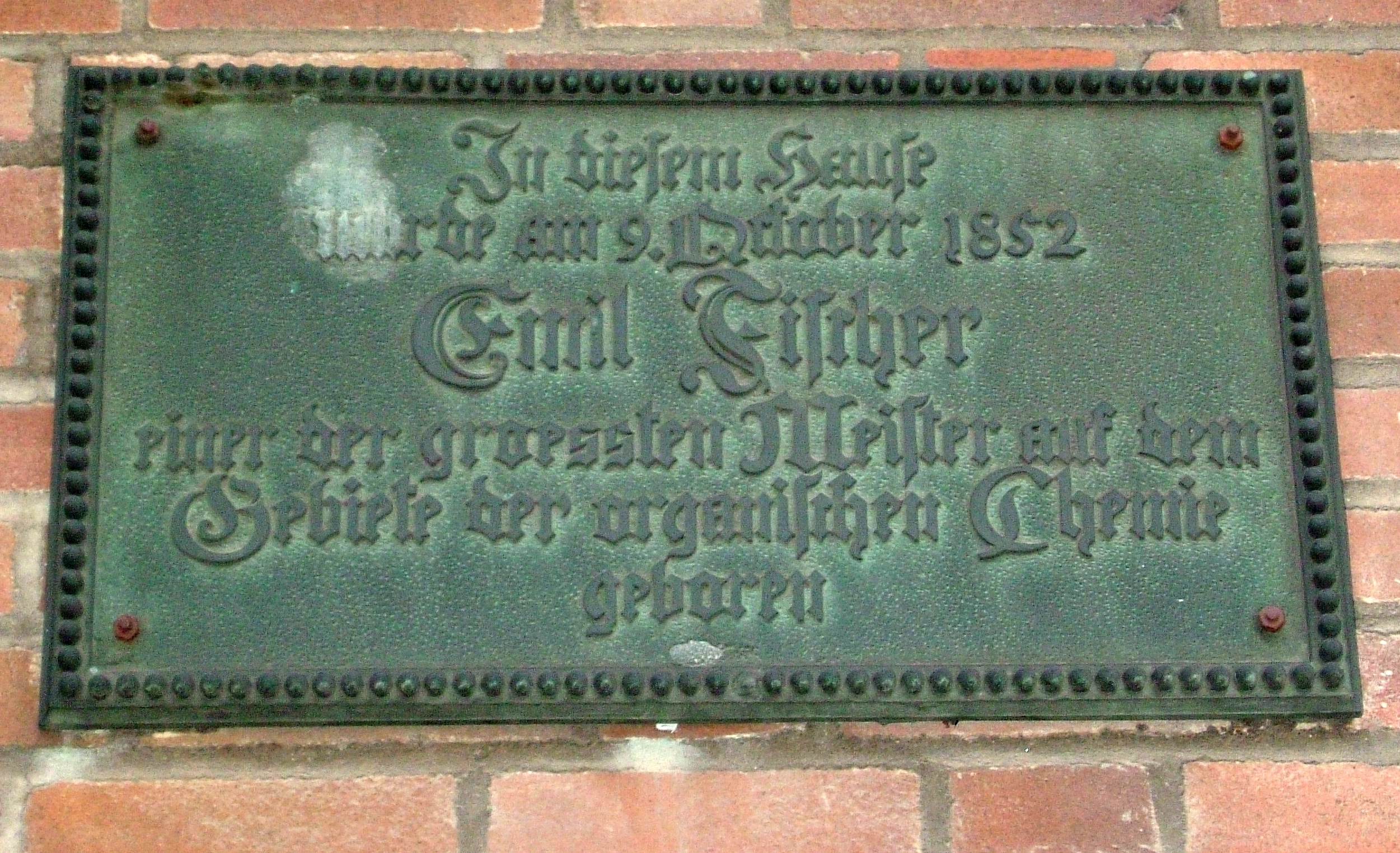
Gedenktafel in Euskirchen
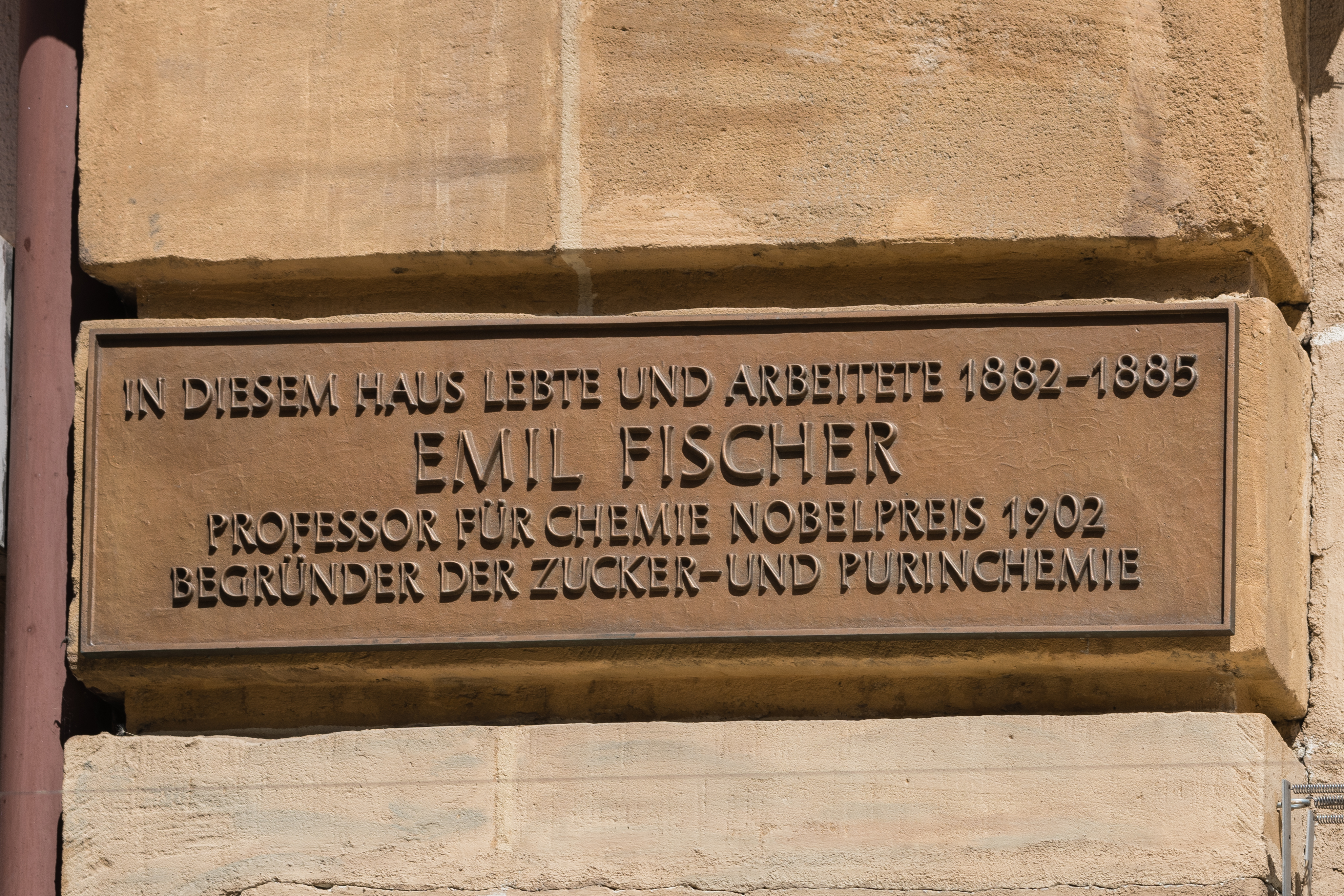
Gedenktafel in Erlangen
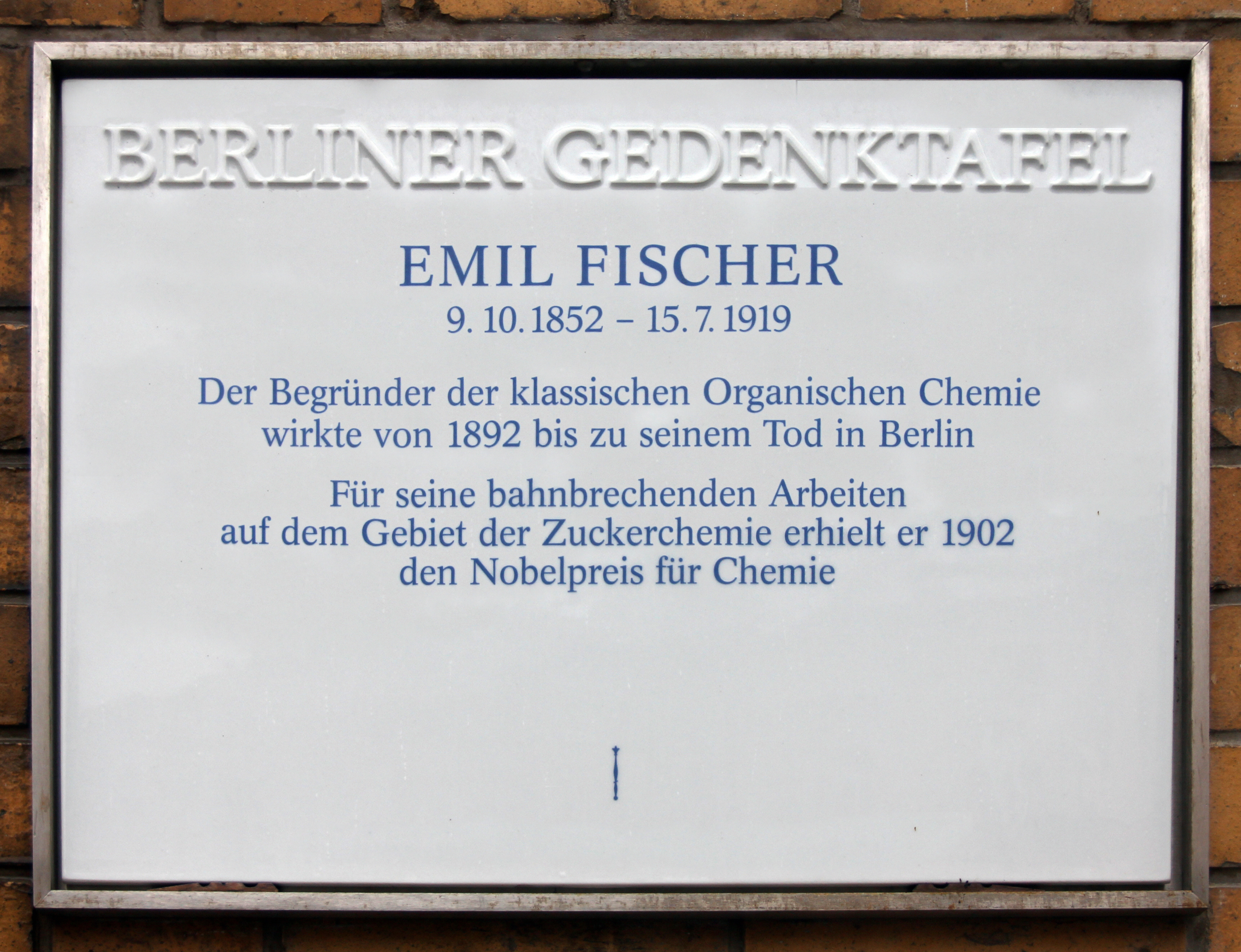
Berliner Gedenktafel an Fischers Institut, Hessische Straße 1 in Berlin-Mitte

### Namensgeber

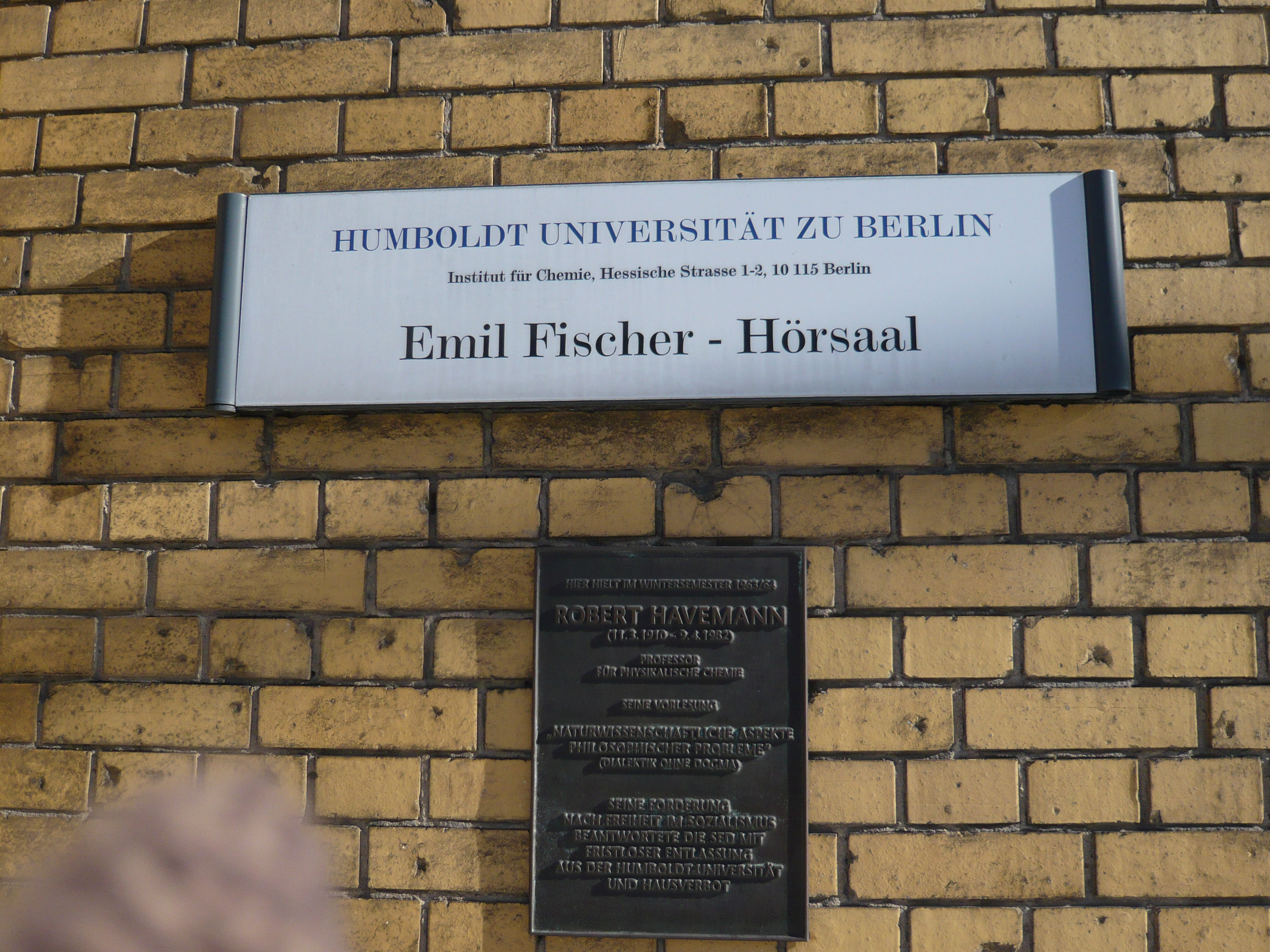
Kennzeichnung des historischen Emil-Fischer-Hörsaals in Berlin

An der Friedrich-Alexander-Universität Erlangen-Nürnberg gibt es ein Emil Fischer Centrum, in dem sich einige Lehrstühle aus dem Bereich Life Sciences zusammengeschlossen haben, sowie die Emil Fischer Graduate School of Pharmaceutical Sciences and Molecular Medicine.
Die Gesellschaft Deutscher Chemiker verleiht alle zwei Jahre für außerordentliche Verdienste auf dem Gebiet der Organischen Chemie die Emil-Fischer-Medaille.
1976 wurde der Mondkrater Fischer nach ihm und Hans Fischer benannt.
Der Hörsaal des früheren Chemischen Instituts der Humboldt-Universität in der Hessischen Straße trägt den Ehrennamen Emil-Fischer-Hörsaal (heute Teil des Campus Nord).
Weiterhin sind nach Emil Fischer benannt:
- das Emil-Fischer-Gymnasium in seiner Geburtsstadt Euskirchen
- das Emil-Fischer-Gymnasium in Schwarzheide
- die Emil-Fischer-Schule in Berlin (Benennung nach Emil Fischer seit 1993)
- Emil-Fischer-Straßen in Berlin, Euskirchen, Leuna und Leverkusen

### Citation for Chemical Breakthrough Award
Am 7. Oktober 2014 würdigte die Division of the History of Chemistry der American Chemical Society Emil Fischers Veröffentlichung Ueber die Conformation des Traubenzuckers und seiner Isomeren (1891) als revolutionäre, zukunfts- und richtungsweisende Publikation mit dem „Citation for Chemical Breakthrough Award“. Sein damaliges Würzburger Institut wurde damit zu einer Historischen Stätte der Chemie ernannt.